# Labradorit
Labradorit gilt wie Andesin heute nicht mehr als eigenständiges Mineral, sondern ist ein Plagioklas, eine relativ häufig vorkommende Mineralmischung aus Albit und Anorthit aus der Gruppe der Feldspate und der Mineralklasse der Silikate. Sein Anorthitgehalt beträgt definitionsgemäß 50 bis 70 % (An50-70).

## Besondere Eigenschaften

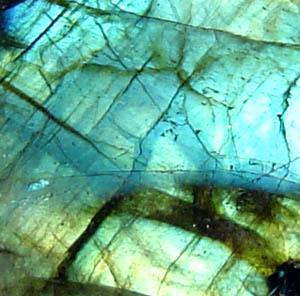
Detailansicht eines geschliffenen Labradorits

Auffällig ist beim Labradorit das irisierende Farbenspiel in metallischem Glanz, die sogenannte Labradoreszenz (Verb: labradorisieren), welches durch Interferenz und Spiegelung des Lichtes an den submikroskopischen Entmischungslamellen verursacht wird. Dieser Schimmer ist vorwiegend blau, violett und grün, aber gelegentlich auch in anderen Farben zu finden.

## Etymologie und Geschichte
Labradorit wurde nach seinem ersten Fundort, der Halbinsel Labrador, benannt. An deren Küste entdeckte ihn 1770 der tschechische Missionar Pater Adolf.
Spektrolith wurde erstmals 1896 im Buch Edelsteinkunde von Max Bauer beschrieben. Seinen Namen erhielt er jedoch vom finnischen Geologen und Mineralogen Aarne Laitakari aufgrund seines Irisierens in allen Spektralfarben. Ove Balthasar Bøggild beschrieb 1924 das Vorkommen dünner Entmischungslamellen als Ursache für das irisierende Farbspiel.

## Varietäten

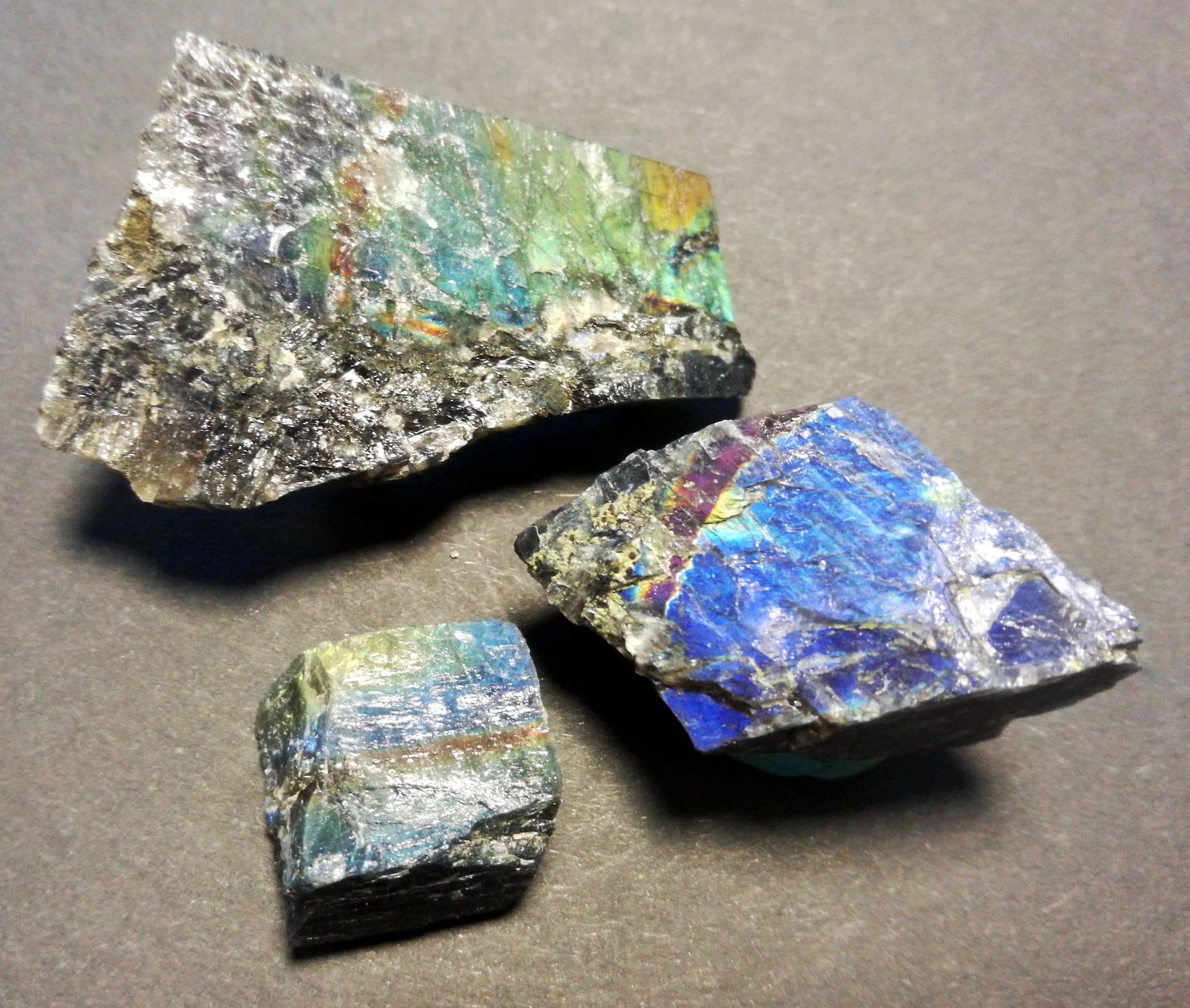
Typische Spektrolithe aus Ylämaa, Finnland

Als Spektrolith wird ein Labradorit aus Ylämaa in Finnland bezeichnet, der sich durch das volle Farbspektrum der Labradoreszenz auszeichnet.
Madagaskar-Mondstein oder auch Regenbogen-Mondstein ist dagegen die Handelsbezeichnung für einen weißen, fast durchsichtigen Labradorit mit kräftig blauem Flächenschiller, der gerne als Imitation für den echten Mondstein verwendet wird.

## Bildung und Fundorte
Labradorit bildet sich entweder magmatisch in Dunit, Gabbros, Basalt und Anorthosit oder metamorph in Amphibolit.
Wichtige Fundstätten sind Québec und Nain in Labrador/Kanada, das Korostanskiymassiv in der Ukraine, Ylämaa in Finnland, die Umgebung von Larvik in Norwegen sowie Madagaskar.

## Verwendung als Schmuckstein

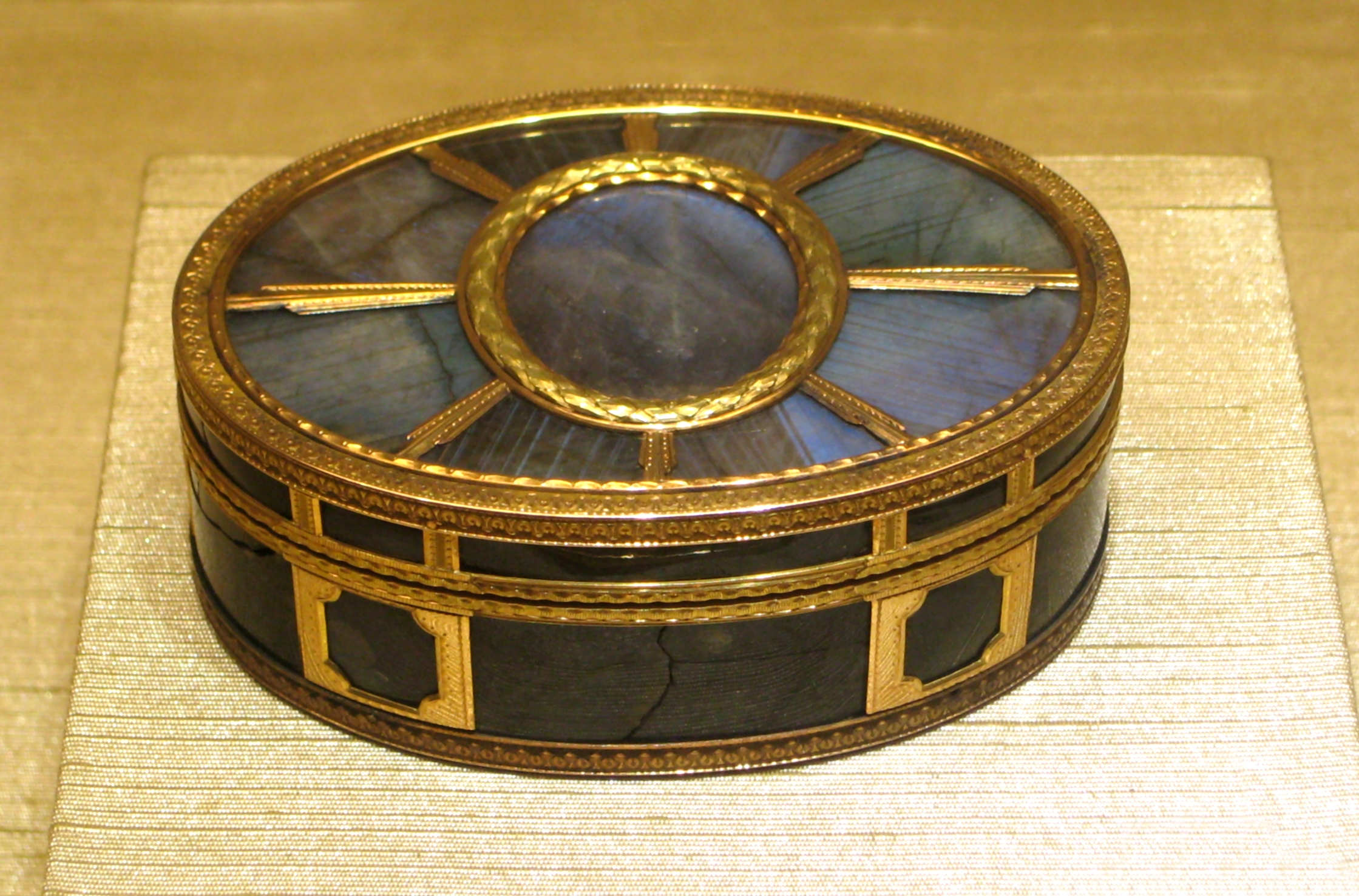
Tabaksdose aus Gold mit eingelegten Labradoriten

Labradorit wird aufgrund seines schönen Schimmers gerne zu Schmucksteinen und kunstgewerblichen Gegenständen verarbeitet. Seine hohe Empfindlichkeit gegenüber jedem Wärmeeinfluss, Säuren und Laugen sowie galvanischen Bädern macht eine Verarbeitung jedoch schwierig. Selbst eine Reinigung im Ultraschallbad schädigt den Stein. Zudem ist Labradorit weicher als Quarz und daher kratzempfindlich gegenüber dem allgegenwärtigen Staub, der mehrheitlich auch feine Quarzkörner enthält, der die Oberfläche des Steins mit der Zeit stumpf aussehen lässt. Das gilt besonders bei mineralischen Bodenbelägen, die Labradorit enthalten.